# Lajos–Miksa Egyetem
A Lajos–Miksa Egyetem (németül Ludwig-Maximilians-Universität, LMU) a bajor főváros, München legnagyobb és Németország második legnagyobb egyeteme több mint 44 ezer hallgatóval. Az intézmény hatalmas támogatásnak örvendhet, ugyanis egyike a három elit német egyetemnek. A közel 45 ezer hallgató 15%-a külföldről érkezik a városba, hogy a világhírű egyetemen tanulhasson. Az eddigi legjobb rangsorolása a világranglistán az 55. helyezés volt. A főépület a Geschwister-Scholl-Platz téren található, könnyen megközelíthető, ugyanis itt van a 3-as és a 6-os müncheni metró Universität (magyarul: egyetem) állomása.

## Története

### Alapítása
A Lajos–Miksa Egyetemet a mai Németországban hatodikként alapították, 1472-ben, még Ingolstadtban. Az alapítólevél IX. Lajos bajor hercegtől származott. I. Miksa bajor király idejében (1802-ben) az egyetem átkerült Landshutba, majd nem sokkal később – 1826-ban – a bajor fővárosba. Az intézmény később róla kapta nevét is.

### A nemzetiszocializmusban
A nemzetiszocializmus idején, 1943-ban nagy ellenállás bontakozott ki Adolf Hitler ellen.
1942-ben a Scholl testvérek, Sophie Scholl és Hans Scholl, a második emeletről Hitler-ellenes szórólapokat szórtak az Audimax világítóudvarába. A testvérpárt és a Fehér Rózsa (Weiße Rose) csoport tagjait elfogták, majd kivégezték. Emléküket az egyetem melletti két park őrzi: a Geschwister-Scholl-Platz és a Prof.-Huber-Platz (Kurt Huber zenetörténeti és pszichológiaprofesszor, a Fehér Rózsa-csoport támogatója).
A csoport emlékét az Audimax előadóterem, alatt latin nyelvű emléktábla őrzi:
```
„HUMANITATEM AMPLEXI
INHUMANA NECE PERIERUNT
WILLI GRAF KURT HUBER HANS
LEIPELT CHRISTOPH PROBST
ALEXANDER SCHMORELL
HANS SCHOLL SOPHIE SCHOLL
ANNIS MCMXLIII ET MCMXLV
SIC VERUS ILLE ANIMUS ET IN
ALIENUM NON VENTURUS ARBI
TRIUM PROBATUR SENECA EPXIII”

„Szívükben az emberiséget hűn szolgálva,
haltak embertelen halált,
WILLI GRAF, KURT HUBER, HANS
LEIPELT, CHRISTOPH PROBST,
ALEXANDER SCHMORELL,
HANS SCHOLL, SOPHIE SCHOLL
Az 1943-as és 1945-ös években.
Akkor állja ki a próbát az igazi,
mások önkénye alá nem hajló lélek. Seneca Epistula 13

```

## Karok
- Római katolikus teológiai kar
- Protestáns teológiai kar
- Jogi kar
- Üzleti adminisztráció kar
- Gazdaságtudományi kar
- Orvostudományi kar
- Állatgyógyászati kar
- Történelmi és művészeti kar
- Bölcsészet- és vallástudományi kar
- Pszichológiai és oktatástudományi kar
- Kultúratudományi kar
- Nyelvi és irodalmi kar
- Szociológiai kar
- Matematikai, számítástechnikai és statisztikai kar
- Fizikai kar
- Kémiai és gyógyszerészeti kar
- Biológiai kar
- Földrajztudományi és környezettudományi kar

## Fordítás
- Ez a szócikk részben vagy egészben  a   Ludwig Maximilian University of Munich című angol Wikipédia-szócikk ezen változatának fordításán alapul.  Az eredeti cikk szerkesztőit annak laptörténete sorolja fel. Ez a jelzés csupán a megfogalmazás eredetét és a szerzői jogokat jelzi, nem szolgál a cikkben szereplő információk forrásmegjelöléseként.